# クラマス・コミュニティ・カレッジ
クラマス・コミュニティ・カレッジ（Klamath Community College）は、アメリカ合衆国オレゴン州クラマスフォールズあるコミュニティ・カレッジ。

## 歴史
クラマス郡の住民投票により、1996年にコミュニティ・カレッジ学区が設置された。教育プログラムについてローグ・コミュニティ・カレッジ、オレゴン工科大学、ポートランド・コミュニティ・カレッジとの契約に数年を費やした後、2000年に常設キャンパスが設置された。2004年、北西地区大学基準協会（Northwest Commission on Colleges and Universities）の正規認定を受けた。

## 教育
様々な準学士号のプログラムを提供している。単位取得と無関係の所謂地域教育も行われている。2005-2006年現在、1,356人の正規学生（full-time students）が在籍している。